# Apollonio (nome)
Apollonio  è un nome proprio di persona italiano maschile.

## Varianti
- Femminili: Apollonia[1][3][4]

### Varianti in altre lingue
- Basco: Apolonio, Apoloni[5]
- Bielorusso: Апалоній (Apalonij)
- Bulgaro: Аполоний (Apolonij)
- Catalano: Apol·loni[5]
- Esperanto: Apolonio
- Estremadurano: Apolóniu
- Francese: Apollonios
- Galiziano: Apolonio
- Greco antico: Ἀπολλώνιος (Apollonios)[3][6]
- Greco moderno: Απολλώνιος (Apollōnios)
- Latino: Apollonius[1]
- Lettone: Apollonijs
- Polacco: Apoloniusz
- Portoghese: Apolônio, Apolónio
- Russo: Аполлоний (Apollonij)
- Spagnolo: Apolonio[5]
- Tedesco: Apollonios
- Ucraino: Аполлоній (Apollonij)
- Ungherese: Apollóniosz

## Origine e diffusione
Deriva dal nome greco Ἀπολλώνιος (Apollonios), basato sul nome Apollo; si tratta quindi un nome teoforico, avente il significato di "sacro ad Apollo", "appartenente ad Apollo". Va notato che una seconda etimologia (identificante, cioè, un nome simile ma di diversa origine, con cui Apollonio ha finito per mescolarsi) risale al latino Aplonius, a sua volta dall'etrusco Apluni, di ignoto significato.
Il nome era anticamente molto diffuso, e si contano molti personaggi dell'antichità classica così chiamati, fra i quali il poeta Apollonio di Rodi. Ad oggi è raro (più diffusa la forma femminile, grazie al culto della santa omonima), e sopravvive perlopiù come cognome.

## Onomastico
Il nome venne portato da svariati santi, e l'onomastico si può quindi festeggiare in date diverse, fra le quali:
- 14 febbraio, sant'Apollonio, martire a Terni[5][7][9]
- 8 marzo, sant'Apollonio, martire con san Filemone a ad Antinoe[7][9][10]
- 19 marzo, sant'Apollonio, vescovo di Braga, martire[7][9]
- 10 aprile, sant'Apollonio, sacerdote e martire ad Alessandria d'Egitto con altri compagni sotto Decio[7][9][10]
- 21 aprile (e varie altre date), sant'Apollonio, detto "l'Apologista", filosofo e senatore, martire a Roma sotto Commodo[9][10]
- 5 giugno, sant'Apollonio, martire con i santi Marciano, Nicandro e altri in Egitto[7][9][10]
- 7 luglio, sant'Apollonio, vescovo di Brescia[9]
- 8 luglio, sant'Apollonio, vescovo di Benevento (di dubbia storicità)[9]
- 10 luglio, sant'Apollonio di Sardi, martire a Iconio[7][9][10]
- 23 luglio, sant'Apollonio, martire a Roma[9]

## Persone
- Apollonio di Giovanni, pittore e miniatore italiano
- Apollonio Di Bilio, pittore italiano

### Storia antica
- Apollonio, console romano nel 460
- Apollonio, politico dell'Impero romano d'Oriente, forse da identificare con Apollonio (console 460)
- Apollonio, generale dell'Impero romano d'Oriente, forse da identificare con Apollonio (console 460)
- Apollonio, ministro delle finanze di Tolomeo II Filadelfo
- Apollonio, vescovo romano
- Apollonio di Archia, scultore greco antico
- Apollonio di Atene, scultore greco antico
- Apollonio di Calcide, filosofo stoico greco antico
- Apollonio di Cizio, medico greco antico
- Apollonio di Efeso, vescovo greco antico
- Apollonio di Mindo, astronomo greco antico
- Apollonio di Perga, matematico e astronomo greco antico, famoso per le sue opere sulle sezioni coniche
- Apollonio di Tiana, filosofo neopitagorico greco antico
- Apollonio di Tiro, filosofo stoico greco antico
- Apollonio di Tralles, scultore greco antico
- Apollonio Aristarcheo, grammatico e filosofo greco antico, uno dei bibliotecari della Biblioteca di Alessandria
- Apollonio Crono, filosofo greco antico della scuola megarica
- Apollonio Discolo, grammatico greco antico
- Apollonio Eidografo, grammatico greco antico, quinto capo bibliotecario della Biblioteca di Alessandria
- Apollonio Malaco, oratore greco antico
- Apollonio Molone, retore greco antico
- Apollonio Mys, medico romano
- Apollonio Paradossografo, scrittore greco antico
- Apollonio Rodio, poeta greco antico
- Apollonio Sofista, grammatico greco antico